# Claudio Marabini
Claudio Marabini (Faenza, 10 gennaio 1930 – Faenza, 16 giugno 2010) è stato uno scrittore, giornalista e critico letterario italiano.

## Biografia
Nato e cresciuto a Faenza, iniziò a lavorare come giornalista per La Voce Repubblicana. Approdato nel 1957 a Il Resto del Carlino, allora diretto da Giovanni Spadolini, esercitò la critica letteraria per 50 anni su terze pagine ed elzeviri apparsi regolarmente sul Resto del Carlino, Nazione, Gazzetta del Sud. Negli ultimi anni scrisse per il Corriere della Sera.
Collaborò sempre con la Nuova Antologia di Firenze, con un sodalizio che si è protratto per 51 anni. Scrisse anche per Il Mondo e Bell'Italia di Mondadori. Fu per decenni membro delle giurie dei maggiori premi letterari in tutta Italia (Campiello, Strega, Lanciano, Basilicata, ecc.).
Fu collaboratore di Nuova Antologia, La Nazione, Studi Romagnoli, Gazzetta del Sud, Corriere della Sera e Quotidiano Nazionale. Nella sua lunga carriera, non si limitò a esercitare con sapienza la critica letteraria nella mitica e ormai scomparsa Terza pagina (di cui per lungo tempo ha anche curato materialmente la confezione disegnandone i menabò): la sua curiosità lo portò a intervenire spesso e con acume sui fatti di cronaca di tutti i giorni, dall'ultima tendenza della moda alla partita di calcio.
Inoltre condusse trasmissioni sulla radio nazionale e fu ospite fisso di un programma RAI condotto da Gigi Marzullo e dedicato ai nuovi romanzi degli scrittori italiani.
Attento osservatore di tutto quanto succedeva nella società italiana, non trascurò mai la piccola ma viva realtà faentina, rimanendo sempre a stretto contatto con i maggiori esponenti dell'arte e della letteratura della sua città: da Carlo Zauli a Francesco Serantini, da Domenico Matteucci all'amico Filippo Monti.
Nella sua ampia produzione saggistica, Marabini trattò in special modo di letteratura (scrivendo saggi su Giovanni Pascoli, Dino Buzzati, Mario Tobino e Ignazio Silone), ma anche di arte e di storia della Romagna.

## Riconoscimenti
Claudio Marabini ha ottenuto i seguenti riconoscimenti: 
- Premio Massarosa nel 1969 per Gli anni Sessanta, narrativa e storia;
- Premio Dessì[2] e il Premio Scalea per I sogni tornano;
- Premio Penne, Premio Nazionale Rhegium Julii[3] e Insula Romana per Viaggio all'alba;
- Premio Letterario Basilicata per La notte vede più del giorno;[4]
- Premio Vallombrosa per Il passo dell'ultima dea;
- Premio Campione d'Italia per Carossa;
- Premio Estense per Voci e silenzi di Romagna.

## Opere

### Curatele
- Giovanni Pascoli, Lettere alla gentile ignota, Milano, Rizzoli, 1972
- Dino Buzzati al Giro d'Italia, Milano, Mondadori, 1981
- Bestiario di Dino Buzzati, Milano, Mondadori, 1981
- I mosaici di Ravenna, Novara, De Agostini, 1981
- Romagna: vicende e protagonisti, Bologna, Edison, 1986-1988 (con Walter Della Monica)

### Narrativa
- La notte vede più del giorno, Milano, Mondadori, 1978
- Il passo dell'ultima dea, Milano, Mondadori, 1980
- Malù, Milano, Mondadori, 1984
- Viaggio all'alba, Milano, Rizzoli, 1986
- L'Acropoli, Milano, Rizzoli, 1988
- Carossa, Milano, Rizzoli, 1990
- I sogni tornano, Milano, Rizzoli, 1993
- Carossa, Ladispoli, readerforblind, 2022

### Saggi
- Gli anni Sessanta, narrativa e storia, Milano, Rizzoli, 1969
- I bei giorni, Milano, Rizzoli, 1971
- La chiave e il cerchio: ritratti di scrittori contemporanei, Milano, Rusconi, 1973
- Il dialetto di Gulì: il Pascoli e il dialetto romagnolo, Ravenna, Il Girasole, 1973
- Romagna e memoria, Quaderni pascoliani, 1975
- Qualcosa resta, Milano, Rusconi, 1975
- Le città dei poeti, Torino, SEI, 1976
- Interventi sulla narrativa italiana contemporanea (1973-1975), Treviso, Matteo, 1976
- Lettura di D'Arrigo, Milano, Mondadori, 1978
- L'ombra di Arsenio. Incontri con Montale, Ravenna, Il Girasole, 1986
- Voci e silenzi di Romagna, Bologna, Boni, 1993
- Letteratura bastarda : giornalismo, narrativa e terza pagina ,Milano, Camunia, 1995
- In riva all'Adriatico, Bologna, Boni, 2000
- Addio al futuro, Bologna, Boni, 2005